# العلاقات المجرية الجنوب سودانية
العلاقات المجرية الجنوب سودانية هي العلاقات الثنائية التي تجمع بين المجر وجنوب السودان.

## مقارنة بين البلدين
هذه مقارنة عامة ومرجعية للدولتين:
| وجه المقارنة                                              | المجر                                                       | جنوب السودان                  |
| --------------------------------------------------------- | ----------------------------------------------------------- | ----------------------------- |
| المساحة (كم2)                                             | 93.04 ألف                                                   | 619.75 ألف                    |
| عدد السكان (نسمة)                                         | 9.78 مليون                                                  | 12.58 مليون                   |
| الكثافة السكانية (ن./كم²)                                 | 105.12                                                      | 20.3                          |
| العاصمة                                                   | بودابست                                                     | جوبا                          |
| اللغة الرسمية                                             | لغة مجرية                                                   | لغة إنجليزية                  |
| العملة                                                    | فورنت مجري                                                  | جنيه جنوب سوداني، جنيه سوداني |
| الناتج المحلي الإجمالي (بليون دولار)                      | 139.14 مليار                                                | 2.90 مليار                    |
| الناتج المحلي الإجمالي (تعادل القوة الشرائية) بليون دولار | 260.42 مليار                                                | 22.88 مليار                   |
| الناتج المحلي الإجمالي الاسمي للفرد دولار أمريكي          | 12.36 ألف                                                   | 73                            |
| الناتج المحلي الإجمالي للفرد دولار أمريكي                 | 25.07 ألف                                                   | 2.02 ألف                      |
| مؤشر التنمية البشرية                                      | 0.828                                                       | 0.467                         |
| رمز المكالمات الدولي                                      | +36                                                         | +211                          |
| رمز الإنترنت                                              | .hu                                                         | .ss                           |
| المنطقة الزمنية                                           | ت ع م+01:00، ت ع م+02:00، أوروبا/بودابست ‏، توقيت وسط أوروبا | ت ع م+03:00                   |

## منظمات دولية مشتركة
يشترك البلدان في عضوية مجموعة من المنظمات الدولية، منها:
| علم المنظمة | اسم المنظمة                               | تاريخ انضمام المجر | تاريخ انضمام جنوب السودان |
| ----------- | ----------------------------------------- | ------------------ | ------------------------- |
|             | مؤسسة التنمية الدولية                     | 29 أبريل 1985      | 18 أبريل 2012             |
|             | يونسكو                                    | 14 سبتمبر 1948     | 27 أكتوبر 2011            |
|             | وكالة ضمان الاستثمار متعدد الأطراف        | 21 أبريل 1988      | 18 أبريل 2012             |
|             | الأمم المتحدة                             | 14 ديسمبر 1955     | 14 يوليو 2011             |
|             | الاتحاد البريدي العالمي                   | ?                  | ?                         |
|             | البنك الدولي للإنشاء والتعمير             | 7 يوليو 1982       | 18 أبريل 2012             |
|             | الاتحاد الدولي للاتصالات                  | 1866               | 3 أكتوبر 2011             |
|             | مؤسسة التمويل الدولية                     | 29 أبريل 1985      | 18 أبريل 2012             |
|             | المركز الدولي لتسوية المنازعات الاستشارية | 6 مارس 1987        | 18 مايو 2012              |
|             | منظمة الشرطة الجنائية الدولية             | ?                  | ?                         |

## وصلات خارجية
- موقع وزارة الخارجية المجرية
- موقع وزارة الخارجية الجنوب سودانية